# 2010–2011-es andorrai labdarúgó-bajnokság (első osztály)
A 2010–2011-es Primera Divisió az andorrai labdarúgó-bajnokság legmagasabb szintű versenyének 16. alkalommal megrendezett bajnoki éve volt. A pontvadászat 8 csapat részvételével 2010. szeptember 19-én kezdődött és 2011. március 20-án ért véget.
A bajnokságot a címvédő FC Santa Coloma együttese nyerte meg az ezüstérmes Sant Julià, és a bronzérmes Lusitanos előtt. Ez volt a klub 6. andorrai bajnoki címe. Az élvonaltól egyenes ágon a Casa Estrella del Benfica, osztályozón keresztül pedig az FC Encamp búcsúzott, helyüket a másodosztály bajnoka, a Rànger’s és az osztályozó győztese, az UE Engordany foglalta el.
A gólkirályi címet az UE Santa Coloma spanyol csatára, Víctor Bernat nyerte el 16 találattal, míg az Év Játékosá-nak járó díjat a bajnokcsapat 34 esztendős irányítójának, Manolo Jiméneznek adták át.

## A bajnokság rendszere
A bajnoki év 8 csapat részvételével őszi-tavaszi lebonyolításban zajlott és két fő részből állt: egy alapszakaszból és egy helyosztó rájátszásból. Az alapszakasz során a csapatok körmérkőzéses rendszerben mérkőztek meg egymással, minden csapat minden csapattal kétszer játszott: egyszer pályaválasztóként, egyszer pedig vendégként.
Az alapszakasz végső sorrendjét a 14 bajnoki forduló mérkőzéseinek eredményei határozták meg a szerzett összpontszám alapján kialakított rangsor szerint. A mérkőzések győztes csapatai 3 pontot, döntetlen esetén mindkét csapat 1-1 pontot kapott. Vereség esetén nem járt pont.
Azonos összpontszám esetén az alapszakasz sorrendjét az alábbi szempontok alapján határozták meg:
1. a bajnoki mérkőzések gólkülönbsége
2. a bajnoki mérkőzéseken szerzett gólok száma

Az alapszakasz végeredménynének megfelelően a mezőnyt két részre bontották. Az 1–4. helyezettek kerültek a bajnoki címért folyó felsőházi, az 5–8. helyezettek pedig az élvonalbeli tagság megőrzéséről döntő alsóházi rájátszásba. A csapatok a helyosztó csoportokba minden alapszakaszbeli eredményüket magukkal vitték, majd újfent körmérkőzéses, oda-visszavágós rendszerben mérkőztek meg egymással.
A rájátszások végső sorrendjét az alapszakaszban ismertetett eljárás alapján az utolsó fordulót követően határozták meg. A felsőházi rájátszás győztese lett a 2010–11-es andorrai bajnok, az alsóházi rájátszás utolsó helyezettje kiesett a másodosztályba, az alsóházi rájátszás 3. helyezettje pedig osztályzó mérkőzést játszott a másodosztály ezüstérmesével. A párosítás győztese indult a 2011–12-es élvonalbeli küzdelmekben.

## Változások a 2009–10-es szezonhoz képest
Kiesett az élvonalból
- UE Engordany, 8. helyen

Feljutott az élvonalba
- Casa Estrella del Benfica, a másodosztály bajnokaként

## Részt vevő csapatok
| Csapat                    | Székhely            | 2009–10     |
| ------------------------- | ------------------- | ----------- |
| Casa Estrella del Benfica | L’Aldosa            | 1. (II. o.) |
| FC Encamp                 | Encamp              | 7.          |
| Inter Club d’Escaldes     | Les Escaldes        | 6.          |
| Lusitanos                 | Andorra la Vella    | 4.          |
| Principat                 | Andorra la Vella    | 5.          |
| Sant Julià                | Sant Julià de Lòria | 3.          |
| FC Santa Coloma           | Santa Coloma        | 1.          |
| UE Santa Coloma           | Santa Coloma        | 2.          |

Megjegyzés: Minden élvonalbeli mérkőzésnek a törpeállam nemzeti stadionja, az Estadi Comunal d’Aixovall ad helyet, így a pályaválasztói jog csak képletes.

## Az alapszakasz

### Végeredménye
| #  | Csapat                     | M  | GY | D | V  | G+ – G– | GK  | P  | Megjegyzések        |
| -- | -------------------------- | -- | -- | - | -- | ------- | --- | -- | ------------------- |
| 1. | Sant JuliàK                | 14 | 10 | 4 | 0  | 39–4    | +35 | 34 | Felsőházi rájátszás |
| 2. | FC Santa ColomaCV          | 14 | 10 | 3 | 1  | 63–7    | +56 | 33 | Felsőházi rájátszás |
| 3. | Lusitanos                  | 14 | 10 | 2 | 2  | 34–12   | +22 | 32 | Felsőházi rájátszás |
| 4. | UE Santa Coloma            | 14 | 9  | 0 | 5  | 51–16   | +35 | 27 | Felsőházi rájátszás |
| 5. | Inter Club d’Escaldes      | 14 | 4  | 1 | 9  | 17–46   | −29 | 13 | Alsóházi rájátszás  |
| 6. | Principat                  | 14 | 3  | 3 | 8  | 19–32   | −13 | 12 | Alsóházi rájátszás  |
| 7. | Casa Estrella del BenficaÚ | 14 | 1  | 2 | 11 | 10–67   | −57 | 5  | Alsóházi rájátszás  |
| 8. | FC Encamp                  | 14 | 1  | 1 | 12 | 14–63   | −49 | 4  | Alsóházi rájátszás  |

Forrás: Andorrai Labdarúgó-szövetség (katalánul) 
A rangsorolás alapszabályai: 1. összpontszám, 2. egymás elleni eredmények összpontszáma, 3. gólkülönbség, 4. szerzett gólok száma.
(B): Bajnokcsapat, (K): Kieső csapat, (F): Feljutó csapat, (I): Kupainduló, (R): A rájátszás győztese, (KGY): Kupagyőztes

### Eredményei
| Hazai \ Vendég1           | CEB  | ENC | INT | LUS | PRI | SJU | FCS  | UES  |
| Casa Estrella del Benfica |      | 4–1 | 1–7 | 1–3 | 0–0 | 1–3 | 0–10 | 0–10 |
| FC Encamp                 | 1–1  |     | 1–2 | 2–7 | 4–1 | 0–8 | 0–9  | 1–6  |
| Inter Club d’Escaldes     | 2–1  | 2–1 |     | 1–5 | 1–2 | 0–2 | 0–10 | 0–5  |
| Lusitanos                 | 3–0  | 5–0 | 1–0 |     | 2–0 | 1–1 | 2–1  | 3–2  |
| Principat                 | 5–0  | 5–1 | 2–2 | 0–2 |     | 0–3 | 2–2  | 0–4  |
| Sant Julià                | 6–0  | 3–0 | 4–0 | 0–0 | 4–1 |     | 0–0  | 2–0  |
| FC Santa Coloma           | 12–1 | 6–0 | 3–0 | 3–0 | 3–0 | 0–0 |      | 2–1  |
| UE Santa Coloma           | 4–0  | 4–2 | 8–0 | 1–0 | 4–1 | 1–3 | 1–2  |      |

Forrás: Andorrai Labdarúgó-szövetség (katalánul) 
1A hazai csapatok a bal oldali oszlopban szerepelnek.
Színek: Zöld = hazai győzelem; Sárga = döntetlen; Piros = vendéggyőzelem.
 

## Helyosztó rájátszások

### Felsőházi rájátszás

#### Végeredménye
| #  | Csapat                | M  | GY | D | V  | G+ – G– | GK  | P  | Megjegyzések                                   |
| -- | --------------------- | -- | -- | - | -- | ------- | --- | -- | ---------------------------------------------- |
| 1. | FC Santa ColomaCV (B) | 20 | 14 | 5 | 1  | 71–11   | +60 | 47 | 2011–2012-es Bajnokok Ligája – 1. selejtezőkör |
| 2. | Sant JuliàK (KGY)     | 20 | 12 | 7 | 1  | 47–9    | +38 | 43 | 2011–2012-es Európa-liga – 2. selejtezőkör1    |
| 3. | Lusitanos             | 20 | 11 | 5 | 4  | 43–20   | +23 | 38 | 2011–2012-es Európa-liga – 1. selejtezőkör     |
| 4. | UE Santa Coloma       | 20 | 10 | 0 | 10 | 54–27   | +27 | 30 | 2011–2012-es Európa-liga – 1. selejtezőkör     |

Forrás: Andorrai Labdarúgó-szövetség (katalánul) 
A rangsorolás alapszabályai: 1. összpontszám, 2. egymás elleni eredmények összpontszáma, 3. gólkülönbség, 4. szerzett gólok száma.
1A Sant Julià nyerte a 2010–2011-es andorrai kupát, ezért a 2011–2012-es Európa-liga 2. selejtezőkörében indult.
(B): Bajnokcsapat, (K): Kieső csapat, (F): Feljutó csapat, (I): Kupainduló, (R): A rájátszás győztese, (KGY): Kupagyőztes

#### Eredményei
| Hazai \ Vendég1 | LUS | SJU | FCS | UES |
| Lusitanos       |     | 1–1 | 1–1 | 3–0 |
| Sant Julià      | 1–1 |     | 1–1 | 3–1 |
| FC Santa Coloma | 3–2 | 1–0 |     | 1–0 |
| UE Santa Coloma | 2–1 | 0–2 | 0–1 |     |

Forrás: Andorrai Labdarúgó-szövetség (katalánul) 
1A hazai csapatok a bal oldali oszlopban szerepelnek.
Színek: Zöld = hazai győzelem; Sárga = döntetlen; Piros = vendéggyőzelem.
 

### Alsóházi rájátszás

#### Végeredménye
| #  | Csapat                         | M  | GY | D | V  | G+ – G– | GK  | P  | Megjegyzések   |
| -- | ------------------------------ | -- | -- | - | -- | ------- | --- | -- | -------------- |
| 5. | Principat                      | 20 | 8  | 4 | 8  | 49–34   | +15 | 28 |                |
| 6. | Inter Club d’Escaldes          | 20 | 6  | 3 | 11 | 28–54   | −26 | 21 |                |
| 7. | FC Encamp (K)                  | 20 | 4  | 1 | 15 | 24–79   | −55 | 13 | Osztályozó     |
| 8. | Casa Estrella del BenficaÚ (K) | 20 | 1  | 3 | 16 | 15–97   | −82 | 6  | Segona Divisió |

Forrás: Andorrai Labdarúgó-szövetség (katalánul) 
A rangsorolás alapszabályai: 1. összpontszám, 2. egymás elleni eredmények összpontszáma, 3. gólkülönbség, 4. szerzett gólok száma.
(B): Bajnokcsapat, (K): Kieső csapat, (F): Feljutó csapat, (I): Kupainduló, (R): A rájátszás győztese, (KGY): Kupagyőztes

#### Eredményei
| Hazai \ Vendég1           | CEB | ENC | INT | PRI  |
| Casa Estrella del Benfica |     | 2–3 | 0–5 | 0–13 |
| FC Encamp                 | 4–1 |     | 1–3 | 0–1  |
| Inter Club d’Escaldes     | 1–1 | 1–2 |     | 0–0  |
| Principat                 | 4–1 | 8–0 | 4–1 |      |

Forrás: Andorrai Labdarúgó-szövetség (katalánul) 
1A hazai csapatok a bal oldali oszlopban szerepelnek.
Színek: Zöld = hazai győzelem; Sárga = döntetlen; Piros = vendéggyőzelem.
 

## A góllövőlista élmezőnye
16 gólos
- Víctor Bernat Cuadros (UE Santa Coloma)

15 gólos
- Norberto Urbani (FC Santa Coloma)

13 gólos
- Juan Raya (Lusitanos)

12 gólos
- Alejandro Romero (FC Santa Coloma)

11 gólos
- Marc Fillola (Principat)

10 gólos
- Marcelo Iguacel (Sant Julià)
- Mariano Urbani	(FC Santa Coloma)
- Boris Antón Codina (UE Santa Coloma)

## Osztályozó
Az alsóházi rájátszás 3. helyezett (összesítésben a 7.) csapata oda-visszavágós osztályozót játszik a másodosztály bronzérmesével, az UE Engordany csapatával. A párosítás győztese a 2011–12-es élvonalbeli küzdelmekben vehet részt.

### 1. mérkőzés
| 2011. április 17. 18.00 (CEST) |

| FC Encamp              | 1–3               | UE Engordany                                      |
| ---------------------- | ----------------- | ------------------------------------------------- |
| Raventós 7' Flores 63′ | (1–2) Jegyzőkönyv | Rodríguez 14' (11-esből) Mengual 36' da Costa 46' |

| Camp d’Esports d’Aixovall, Aixovall |

### 2. mérkőzés
| 2011. május 1. 18.00 (CEST) |

| UE Engordany                            | 2–0               | FC Encamp           |
| --------------------------------------- | ----------------- | ------------------- |
| Rodríguez 43' Agharbi 90+1' Ferré 90+2′ | (1–0) Jegyzőkönyv | 38′, 90+2′ Medeiros |

| Centre Esportiu d’Alàs, Alàs |

Az UE Engordany csapata 5–1-es összesítéssel megnyerte az osztályozót, így az élvonalba jutott, míg az FC Encamp kiesett.

## Nemzetközikupa-szereplés

### Eredmények
| Csapat          | Kupa            | Forduló         | Ellenfél      | 1. mérk. | 2. mérk. | Össz. |
| --------------- | --------------- | --------------- | ------------- | -------- | -------- | ----- |
| FC Santa Coloma | Bajnokok Ligája | 1. selejtezőkör | Birkirkara FC | 0–3      | 3–4      | 3–7   |
| Sant Julià      | Európa-liga     | 2. selejtezőkör | MYPA          | 0–3      | 0–5      | 0–8   |
| Lusitanos       | Európa-liga     | 1. selejtezőkör | Rabotnicski   | 0–5      | 0–6      | 0–11  |
| UE Santa Coloma | Európa-liga     | 1. selejtezőkör | Mogren        | 0–3      | 0–2      | 0–5   |

Megjegyzés: Az eredmények minden esetben az andorrai labdarúgócsapatok szemszögéből értendőek, a dőlttel írt mérkőzéseket pályaválasztóként játszották.

### UEFA-együttható
A nemzeti labdarúgó-bajnokságok UEFA-együtthatóját az andorrai csapatok Bajnokok Ligája-, és Európa-liga-eredményeiből számítják ki. Andorra a 2010–11-es bajnoki évben nem szerzett pontot, ezzel az utolsó, 53. helyen zárt.
| Csapat          | SGY | SD | SV | GY | D | V | Bónusz | Pont  | Átlag |
| --------------- | --- | -- | -- | -- | - | - | ------ | ----- | ----- |
| FC Santa Coloma | 0   | 0  | 2  | 0  | 0 | 0 | 0,000  | 0,000 |       |
| Sant Julià      | 0   | 0  | 2  | 0  | 0 | 0 | 0,000  | 0,000 |       |
| Lusitanos       | 0   | 0  | 2  | 0  | 0 | 0 | 0,000  | 0,000 |       |
| UE Santa Coloma | 0   | 0  | 2  | 0  | 0 | 0 | 0,000  | 0,000 |       |
| Összesen        | 0   | 0  | 8  | 0  | 0 | 0 | 0,000  | 0,000 | 0,000 |

## Külső hivatkozások
- Hivatalos oldal (Andorrai labdarúgó-szövetség) (katalánul)
- Eredmények és tabella az rsssf.com-on (angolul)
- Eredmények és tabella a Soccerwayen (angolul)